# Eledona agricola
Eledona agricola  (лат.) — вид жуков-чернотелок. Длина тела взрослых насекомых (имаго) 2,5—3,1 мм. Тело короткое, сильно выпуклое; тёмно-бурое, матовое, усики и ноги немного светлее. Развиваются внутри древесных грибов, главным образом в трутовике чешуйчатом, но также и в трутовике серо-жёлтом.
Живут в лесах. В ареал входят, в том числе, Финляндия (где эти жуки считаются находящимися под угрозой исчезновения) и Швеция.